# دمرغو

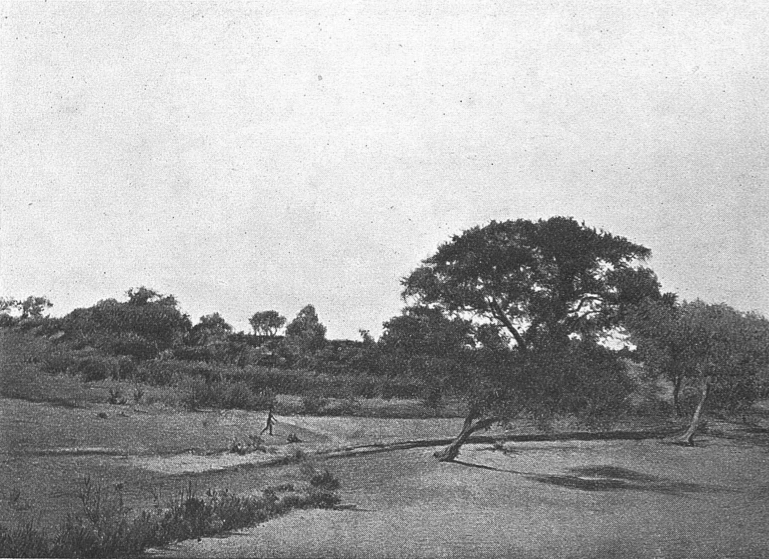
منظر لقرية بُرورو في دَمَرغو عام 1899

دَمَرغو (بأمازيغية الطوارق: دامرݣو) منطقة شمال شرق زندر في النيجر. كانت عبارة عن محطة قوافل كبيرة على طريق طرابلس–زندر–كانو.